# Betula leopoldae
Betula leopoldae (лат.) — вымерший вид дерева рода берёза семейства Берёзовые (Betulaceae). Этот вид известен по ископаемым листьям, серёжкам и соцветиям, обнаруженным в ранних эоценовых отложениях штата Вашингтон (США) и аналогичным образованиям в Британской Колумбии (Канада). Вид является базальным среди берёз, либо как вид стволовых групп, либо как ранний дивергентный вид.

## История
Окаменелости B. leopoldae были обнаружены в ряде мест на западе Северной Америки: в горной формации Клондайк, возраст которой 49 млн лет, близ города Репаблик (штат Вашингтон); в формации Алленби возле Принстона (Британская Колумбия); в Фолклендском ископаемом участке у города Фолкленда (Британская Колумбия); в окаменелых пластах Макаби группы Камлупс и в ископаемом месторождении Килчена около поселения Килчена, (Британская Колумбия).
B. leopoldae была впервые описана из серии образцов, собранных вблизи города Репаблик (штат Вашингтон) в начале 1980-х годов. Вид был изучен Джеком А. Вулфом из Калифорнийского университета и Уэсли К. Вером из музея Бёрка. Название вида leopoldae — в честь американского палеоботаника Эстеллы Леопольд. 

## Описание
Листья B. leopoldae — эллиптические или круглые, длина в среднем 60–90 мм до 145 мм. Ширина листа — 30–50 мм, достигая до 65 мм. Черешки длиной 7–18 мм, сужаются от основания к листовой пластинке. Край зубчатый. Нижние стороны листьев, края листьев и черешки имеют многочисленные простые волоски длиной 0,1–0,35 мм. 
Плодоножки длиной 20–35 мм, шириной 9–12 мм. Соцветие длиной 40–45 мм и шириной 7–10 мм, состоят из 30–40 отдельных цветков.